# Nuculana arai
Nuculana arai is een tweekleppigensoort uit de familie van de Nuculanidae. De wetenschappelijke naam van de soort is voor het eerst geldig gepubliceerd in 1958 door Habe als Nuculana yokoyamai arai.